# Gajdy (Litwa)
Gajdy (lit. Gaidė) – wieś na Litwie, w okręgu uciańskim, w rejonie ignalińskim, w starostwie Rymszany.

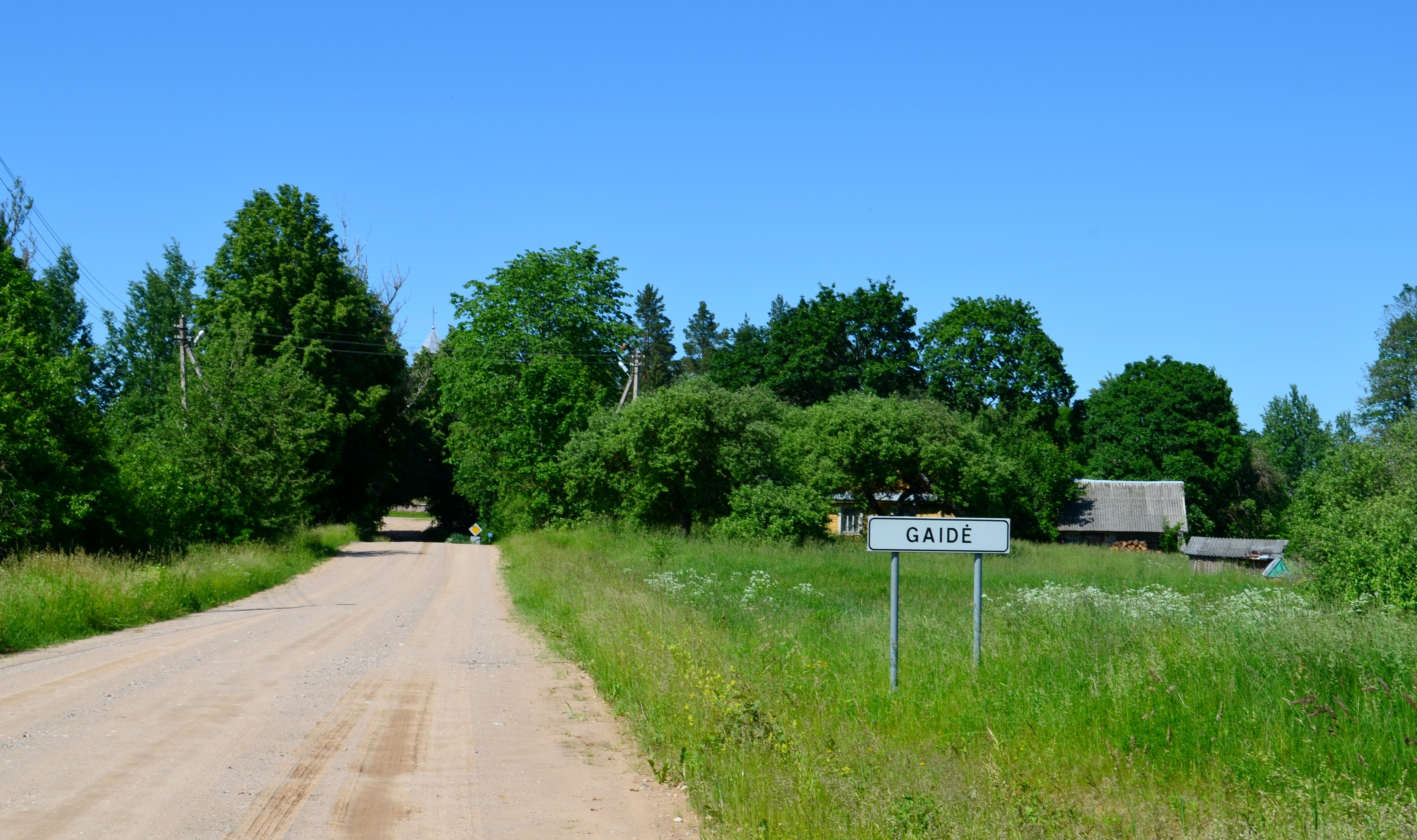

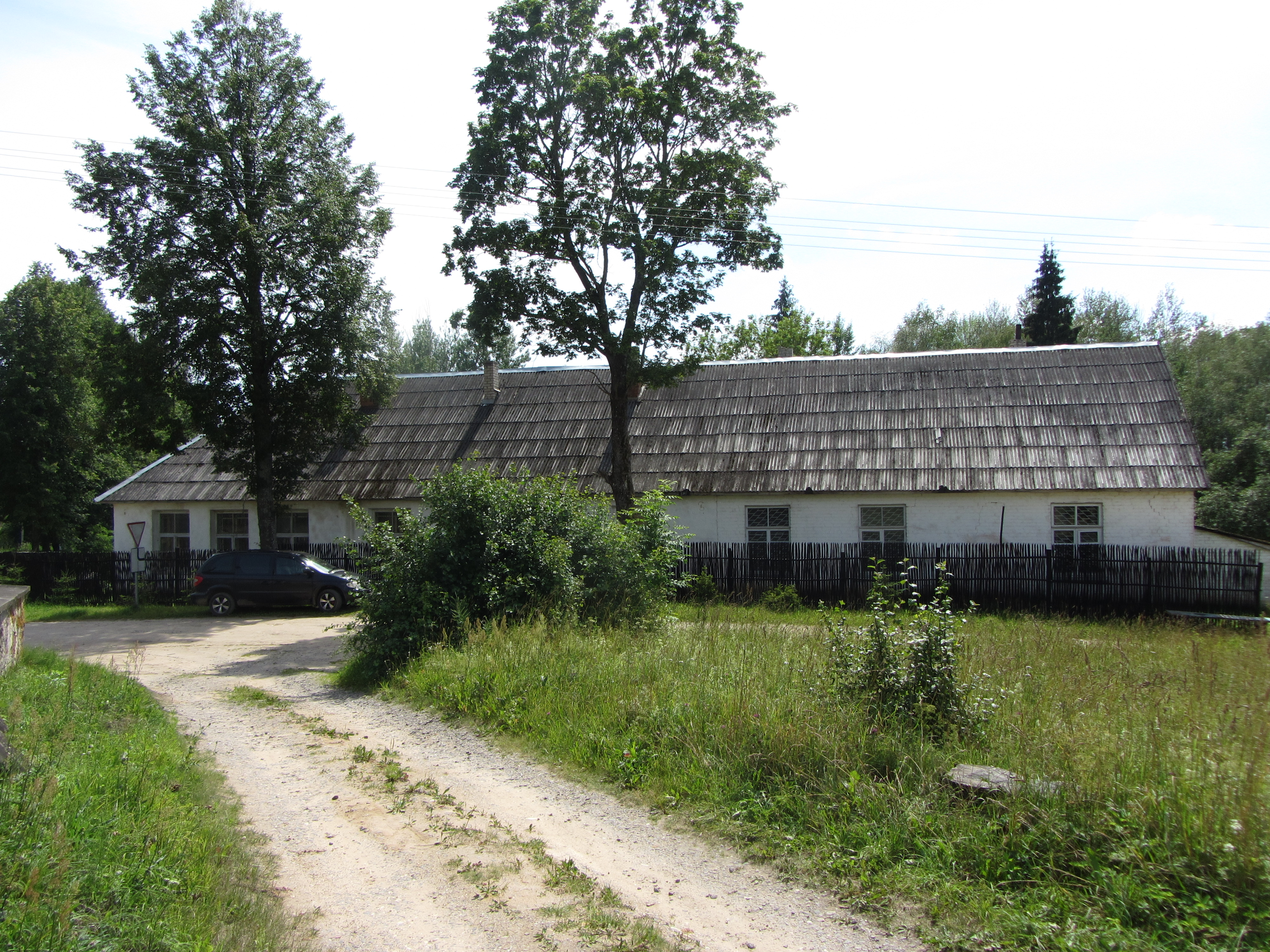

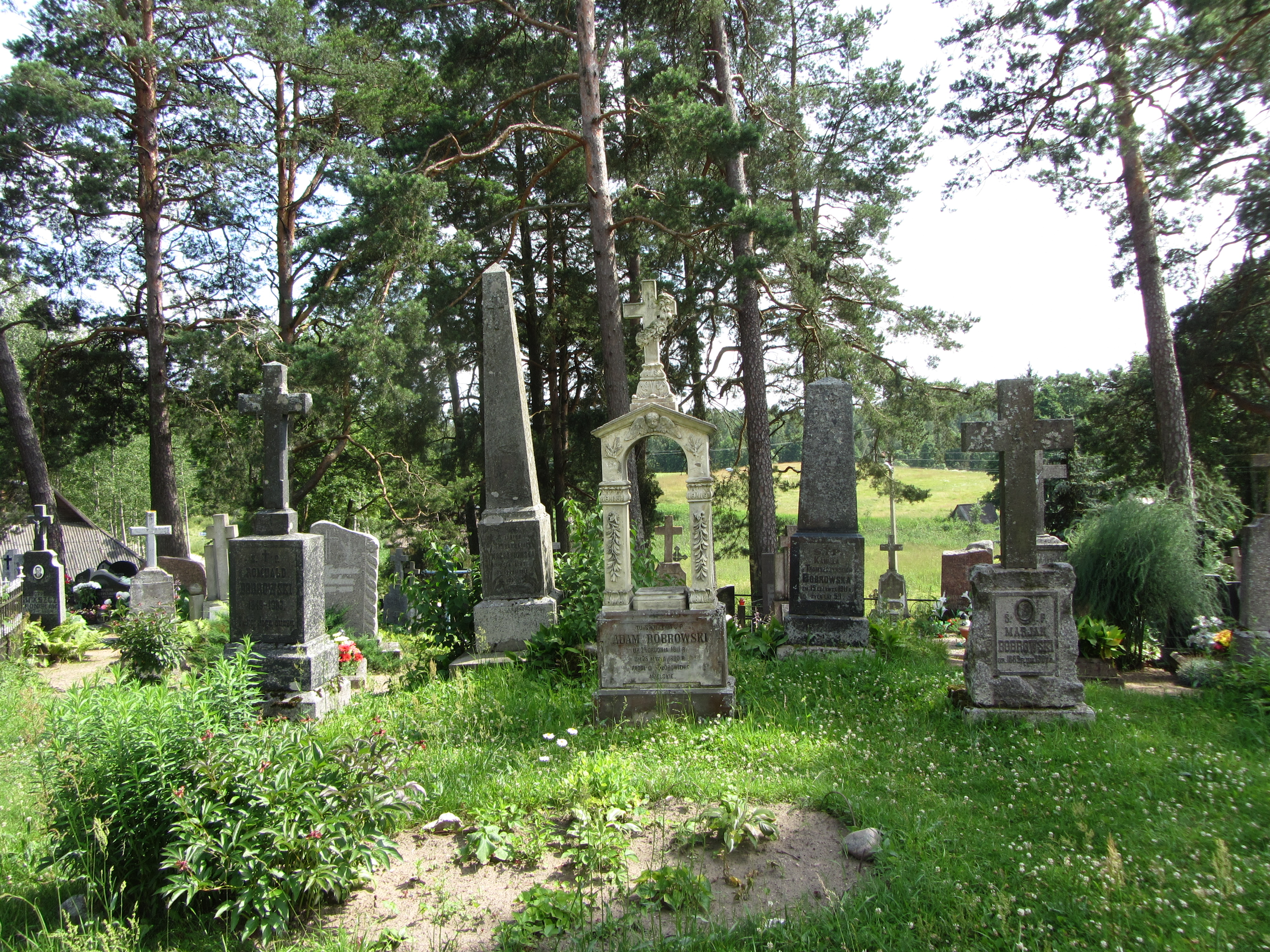

## Historia
W czasach zaborów zaścianek leżał w granicach Imperium Rosyjskiego.
W dwudziestoleciu międzywojennym zaścianek leżał w Polsce, w województwie nowogródzkim (od 1926 w województwie wileńskim), w powiecie brasławskim, w gminie Rymszany.
Według Powszechnego Spisu Ludności z 1921 roku zamieszkiwało tu 71 osób, wszystkie były wyznania rzymskokatolickiego i zadeklarowały polską przynależność narodową. Było tu 11 budynków mieszkalnych. W 1931 w 16 domach zamieszkiwało 77 osób.
Wierni należeli do miejscowej parafii rzymskokatolickiej. Miejscowość podlegała pod Sąd Grodzki w m. Turmont i Okręgowy w Wilnie; właściwy urząd pocztowy mieścił się w Rymszanach.